# Landesjugendchor Baden-Württemberg
Der Landesjugendchor Baden-Württemberg ist eine Fördermaßnahme des Landes Baden-Württemberg in der Trägerschaft des Landesmusikrates. Er wurde im Jahre 1979 gegründet, um jungen, besonders begabten Sängerinnen und Sängern im Alter von 15 bis 25 Jahren die Gelegenheit zu geben, neben ihren Tätigkeiten in anderen Chören und Ensembles in mehreren Arbeitsphasen pro Jahr wichtige Werke der Chorliteratur kennenzulernen und professionell zu musizieren.
Die immer etwa 70 Teilnehmerinnen und Teilnehmer sind in der Regel zwischen 15 und 25 Jahren alt. Sie kommen aus Schulchören, Jugendkantoreien und Hochschulchören des Landes und treffen sich in den Pfingst- und den Herbstferien für jeweils eine Woche. Neben konzertanten Opernaufführungen und chorsinfonischen Werken lag der Schwerpunkt des Landesjugendchores in den vergangenen Jahrzehnten vor allem auf anspruchsvoller a-cappella-Chormusik, oft (wenn auch nicht immer) mit geistlichem Hintergrund. Neben dem langjährigen Künstlerischen Leiter Dan-Olof Stenlund aus Malmö/Schweden (bis 2018) dirigierten zuletzt insbesondere Jan Scheerer (Kopenhagen/Leipzig) und Denis Rouger (Stuttgart) den Chor, weitere Gastdirigenten waren Yuval Weinberg (Stuttgart) und Salome Tendies (Stuttgart).
Die Position des Ständigen Künstlerischen Leiters ist nach der Herbstphase 2018 vakant geworden. Die organisatorische Leitung des Chores übernimmt Laurin-Emanuel Müller aus Stuttgart. 
Im Jahr 2025 singt der Landesjugendchor im Frühjahr das Brahms Requiem unter der Leitung von Salome Tendies und im Herbst ein Programm mit u. a. polnischen Werken geleitet von Agnieszka Frankow-Zelazny

## Bisherige Projekte

### Vor 1990
- 1979 – Joseph Haydn: Die Schöpfung. Leitung: Wolfgang Gönnenwein
- 1980 – Wolfgang Amadeus Mozart: Requiem. Leitung: Helmuth Rilling
- 1981 – Anton Bruckner, Johannes Brahms: Motetten. Leitung: W. Neuber
- 1982 – Gioacchino Rossini: Stabat Mater. Leitung: Christoph Prick
- 1983 – Wolfgang Amadeus Mozart: Messe c-Moll. Leitung: Wolfgang Gönnenwein
- 1984 – Johann Sebastian Bach, Felix Mendelssohn Bartholdy, Anton Bruckner: Motetten. Leitung: R. Kretschmann
- Konzertreise nach Eugene/Oregon, USA
- 1984 – Olsson, Max Reger, Lewkowitch etc.: div. Werke. Leitung: Dan-Olof Stenlund
- 1985 – Johann Sebastian Bach: Messe in h-Moll. Leitung: Helmuth Rilling
- 1986 – Joseph Haydn: Harmoniemesse, Johann Sebastian Bach: Erschallet, ihr Lieder BWV 172. Leitung: Helmuth Rilling
- 1987 – Johannes Brahms: Ein deutsches Requiem. Leitung: Helmuth Rilling
- 1988 – Claudio Monteverdi, Claude Debussy, Johannes Brahms etc.: div. Werke. Leitung: Dan-Olof Stenlund
- 1988 – Johannes Brahms: Schicksalslied, Nänie; Felix Mendelssohn Bartholdy: Walpurgisnacht. Leitung: Helmuth Rilling
- 1989 – Heinrich Schütz, Johann Sebastian Bach, Max Reger, Lewkowitch etc.: div. Werke. Leitung: Dan-Olof Stenlund
- Konzertreise nach Skandinavien (Schweden, Norwegen, Dänemark)

### 1990er Jahre
- 1990  CD-Produktion Felix Mendelssohn Bartholdy: Motetten, Kantate: Wie der Hirsch schreit. Leitung: Frieder Bernius
- 1990 – Joseph Haydn: Jahreszeiten. Leitung: Helmuth Rilling
- 1991 – Schubert Messe. Leitung: Helmuth Rilling
- 1991 – Wolfgang Amadeus Mozart: Idomeneo. Leitung: Helmuth Rilling
- 1992 – Johann Sebastian Bach: Lobe den Herren, Bartok, Haydn. Leitung: Helmuth Rilling
- 1992 – Orlando di Lasso, Claudio Monteverdi, Thomas Morley, Hugo Distler, Johannes Brahms, Martin: div. Werke. Leitung: Martin Schmidt
- Konzertreise nach Russland (Moskau, Jaroslawl)
- 1992 – Georg Friedrich Händel: Jephtha. Leitung: Helmuth Rilling
- 1993 – Hahn, Béla Bartók, Mátyás Seiber, Johannes Brahms, Shaw, Burleigh: div. Werke. Leitung: Dan-Olof Stenlund
- 1993 – Johannes Brahms: Ein deutsches Requiem. Leitung: Helmuth Rilling
- 1994 – Wolfgang Amadeus Mozart: Requiem, Dixit et Magnificat, Arvo Pärt: Litany. Leitung: Helmuth Rilling
- 1995 – Johann Sebastian Bach: Jesu, meine Freude BWV 227, Johannes Brahms, Edlund, Frank etc.: div. Werke. Leitung: Martin Schmidt
- 1995 – Igor Fjodorowitsch Strawinski: Psalmensinfonie, Andrea Gabrieli, Claudio Monteverdi: Motetten. Leitung: Johannes Uhle
- 1996 – a-cappella-Werke von Johannes Brahms, Giovanni Giacomo Gastoldi, Mátyás Seiber, Jean Sibelius, Claude Debussy, Orlando di Lasso etc. Leitung: Dan-Olof Stenlund
- 1996 – Anton Bruckner: Messe d-Moll, Hans-Joachim Hespos: Joie (Uraufführung). Leitung: Johannes Uhle
- 1997 – CD-Produktion: Weihnachtsmusik. Leitung: Dan-Olof Stenlund
- 1998 – Geistl. A-cappella-Literatur. Leitung: Dan-Olof Stenlund
- Konzertreise nach Skandinavien
- 1998 – Johannes Brahms: Ein deutsches Requiem. Leitung: Dan-Olof Stenlund
- 1999 – Johannes Brahms: Liebesliederwalzer zur Eröffnung der Schulchortage Baden-Württemberg. Leitung: Gerald Kegelmann
- 1999/2000 – „Liebe a cappella“ Claudio Monteverdi: Sestina, Johannes Brahms: Volkslieder, Mátyás Seiber: Yugoslav folk-songs, Jean Sibelius: Rakastava u. a.. Leitung: Dan-Olof Stenlund
- 1999 – Gioacchino Rossini: Petite Messe solennelle. Leitung: Martin Schmidt

### 2000er Jahre
- 2000 – Johann Sebastian Bach: Jesu, meine Freude BWV 227, Anton Bruckner, Felix Mendelssohn Bartholdy, Franz Schubert, Lewkowitch. Leitung: Dan-Olof Stenlund
- 2000 – Gioacchino Rossini: Messa di Gloria. CD-Produktion und Konzerte. Leitung: Wilhelm Keitel
- 2001 – „Sommer, Sonne, Blumen“: Benjamin Britten, Claude Debussy, Edlund, Wikander. Leitung: Dan-Olof Stenlund
- 2001 – CD-Produktion: Weihnachtsmusik. Leitung: Dan-Olof Stenlund
- 2002 – „Herz, Schmerz und Scherz“: Johannes Brahms, Petrassi, Francis Poulenc, Edlund, Luigi Dallapiccola. Leitung: Dan-Olof Stenlund
- 2002 – Geistliches Programm: Heinrich Schütz, Felix Mendelssohn Bartholdy, Gottfried August Homilius, Max Reger. Leitung: Dan-Olof Stenlund
- 2003 – Carl Orff: Carmina Burana, Johannes Brahms, Spirituals. Leitung: Dan-Olof Stenlund
- Konzertreise nach Schweden
- 2003 – CD-Produktion: Johannes Brahms Liebeslieder-Walzer, Fünf Gesänge. Leitung: Dan-Olof Stenlund
- 2004 – Geistliches Programm: Johannes Brahms, Maurice Duruflé, Larsson, Lidholm. Leitung: Dan-Olof Stenlund
- 2004 – Benjamin Britten, Felix Mendelssohn Bartholdy, Francis Poulenc, Castelnuovo-Tedesco. Leitung: Dan-Olof Stenlund
- Geistliches Programm zum 25-jährigen Jubiläum des Landesjugendchors: Johannes Brahms: Warum ist das Licht gegeben, Felix Mendelssohn Bartholdy, Maurice Duruflé, Larsson
- 2005 – „Landesjugendchor goes Vocal Jazz“. Leitung: Matthias E. Becker
- 2005 – Maurice Duruflé: Requiem, Giuseppe Verdi: Quatro Piezzi Sacri. Leitung: Dan-Olof Stenlund
- 2006 – Felix Mendelssohn Bartholdy: Kyrie; Ehre sei Gott in der Höhe; Heilig; Sechs Sprüche; Jauchzet dem Herrn, alle Welt (Psalm 100); Richte mich, Gott; Hör’ mein Bitten. CD-Aufnahme. Leitung: Dan-Olof Stenlund
- 2006 – Arnold Schönberg: Friede auf Erden, Gabriel Fauré: Requiem, Felix Mendelssohn Bartholdy: Der 100. Psalm; Verleih uns Frieden gnädiglich. Leitung: Dan-Olof Stenlund
- 2007 – Hans Leo Haßler: Madrigale, Olof Lindgren: Konzert für Klavier und gemischten Chor, Opernchöre von Richard Wagner und Giuseppe Verdi, Zoltan Gaál: Pelagon, Zoltán Kodály: Bilder aus der Mátragegend. Leitung: Dan-Olof Stenlund
- 2007 – Marco Enrico Bossi: Cantate Domino, Heinrich Schütz: Motetten, Oskar Lindberg: Schwedische geistliche Volkslieder, Max Reger: Ach, Herr, strafe mich nicht. Leitung: Dan-Olof Stenlund
- 2008 – „Modern Classics“ Karl Jenkins: Songs of Sanctuary, Bobby McFerrin: Der 23. Psalm, The Garden, Arvo Pärt: The Woman with the Alabaster Box, Eric Whitacre: Water Night. Leitung: Matthias E. Becker
- 2008 – Catharina Palmér: Kyrie und Sanctus (2006), Bengt Hambraeus: Motetum Archangeli Michaelis, Frank Martin: Kyrie und Sanctus (aus der Messe für zwei vierstimmige Chöre). Leitung: Dan-Olof Stenlund
- 2009 – Geistliche Werke von Felix Mendelssohn Bartholdy, Josef Gabriel Rheinberger: Missa Es-Dur op 109 a cappella (Auszüge), Johann Sebastian Bach: Jesu, meine Freude BWV 227. Leitung: Martin Schmidt
- 2009 – Felix Mendelssohn Bartholdy: Der 100. Psalm Jauchzet dem Herrn, alle Welt, Hymne Hör' mein Bitten, Lars Edlund: Communio, vier Motetten zum Abendmahl, Johannes Brahms: O Heiland reiß die Himmel auf Op. 74:2, Bengt Hambraeus: Responsorien für zwei Orgeln, Tenor-Solo, gem. Chor und Kirchenglocken. Leitung: Dan-Olof Stenlund

### 2010er Jahre
- 2010 – „Musik zur Nacht“. Leitung: Matthias E. Becker
- 2010 – Zoltán Kodály: Kyrie und Gloria aus der Missa Brevis, Max Reger: Acht geistliche Gesänge, Negro Spirituals, Vagn Holmboe: Liber Canticorum. Leitung: Dan-Olof Stenlund
- 2011 – Runbäck/Staden/Erythräus: Nun bitten wir den Heiligen Geist, Otto Olsson: Veni sancte spiritus, Johann Sebastian Bach: Der Geist hilft unser Schwachheit auf, Ingvar Lidholm: Laudi. Leitung: Dan-Olof Stenlund
- 2012 – „Der Mensch und der Himmel“; Rudolf Mauersberger: Wie liegt die Stadt so wüst, Hugo Distler: Fürwahr, er trug unsere Krankheit, Heinrich Schütz: O lieber Herre Gott, Das Wort ward Fleisch, Unser Wandel ist im Himmel, Seelig sind die Toten, Edvard Grieg: Fire Salmer. Leitung: Jan Scheerer
- 2013 – „Spiel und Ernst“; Urmas Sisask: Benedictio, Heinz Werner Zimmermann: Lobet, ihr Knechte des Herrn, Benjamin Britten: A Festival Te Deum, Johannes Brahms: Schaffe in mir, Gott, ein rein Herz, Felix Mendelssohn Bartholdy: Mein Gott, warum hast du mich verlassen, Per Nørgård: To H.C. Andersen Poesier, Johann Sebastian Bach: Komm, Jesu, komm. Leitung: Jan Scheerer
- 2013 – "Liebe und Nonsens". Leitung: S
- 2014 – "Geistliche Chormusik aus Belgien und Schweden". Leitung: S
- 2014 – "Chormusik zur Reformation und darüber hinaus". Leitung: Michael Alber
- 2015 – "Gott Vater, Sohn und heiliger Geist". Leitung: S
- 2015 – "Deutsch-französische Chormusik aus Romantik und Moderne". Leitung: Denis Rouger
- 2016 – "Nordischer Frühling". Leitung: S
- 2016 – "MISSA...". Leitung: Morten
- 2017 – "Tradition und Moderne". Leitung: S
- 2017 – "Das ist je gewisslich wahr / Nacht". Leitung: Morten
- 2018 – "Te Deum laudamus". Leitung: Denis Rouger
- 2018 – "Von ganzem Herzen - Geistliche Chormusik aus Frankreich, Italien, Schweden und der Schweiz". Leitung: S
- 2019 – "Ad Maiorem Dei Gloriam". Leitung: Jan Scheerer
- 2019 – "Giuseppe Verdi: Messa da Requiem". Leitung: Denis Rouger, Richard Wien
- 2021 – "Und ich hörte eine Stimme vom Himmel". Leitung: Denis Rouger
- 2022 – "Engelsgesänge". Leitung: Jan Scheerer
- 2022 – "REQUIEM". Leitung: Denis Rouger
- 2023 – "Herzwunden". Leitung: Morten
- 2023 – "Licht und Trost". Leitung: Salome Tendies
- 2024 – "Cantus missae - cantica nova". Leitung: Yuval Weinberg
- 2024 – "Seelenklänge". Leitung: Jan Scheerer
- 2025 – "J.Brahms - Ein deutsches Requiem"

## Diskographie
- 1998 Advents- und Weihnachtsmusik
- 2000 Rossini: Messa di Gloria
- 2001 Advents- und Weihnachtsmusik II
- 2003 Johannes Brahms
- 2006 Felix Mendelssohn Bartholdy